# Muhammad Kanzul Alam
Muhammad Kanzul Alam (arabisch محمد كنذول عالم) war der 21. Sultan von Brunei. Er folgte seinem Halbbruder, Muhammad Tajuddin 1807 auf den Thron und herrschte bis zu seiner Abdankung 1826. Bevor er als Sultan ausgerufen wurde, war er als Pengiran Di-Gadong Sahibul Mal, als einer der Wesire von Brunei, beauftragt worden. Er fungierte als Regent für seinen Halbbruder nach dem frühen Tod seines Neffen und Schwiegersohnes, Muhammad Jamalul Alam I., 1804.
Muhammad Kanzul Alam war der Sohn von Omar Ali Saifuddin I. und dessen Frau, Raja Isteri Pengiran Anak Putri. Er war der Halbbruder von Muhammad Tajuddin, dem 19. Sultan von Brunei, sowie von Pengiran Shahbandar Pengiran Anak Abdul Wahab, dem Vater von Abdul Momin, dem 24. Sultan von Brunei. 
Seine Tochter, Raja Isteri Pengiran Anak Nuralam, war verheiratet mit Sultan Muhammad Jamalul Alam I., dem 20. Sultan von Brunei. Auf diese Weise war er auch Großvater mütterlicherseits von Sultan Omar Ali Saifuddin II.

## Regierungszeit
In seine Regierungszeit fällt die Einführung von Brunei Pitis (Währung) für den Handel in Brunei.
Er ernannte auch den Prinzen Pengiran Indera Mahkota Mohammad Salleh als Gouverneur von Sarawak. und baute eine enge Beziehung zu William Farquhar auf, dem ersten britischen Resident von Singapur. Der Briefwechsel ist teilweise erhalten.
Als diplomatischer Herrscher festigte er Bruneis Beziehungen mit westlichen Mächten wie Spanien und den Niederlanden.
Sein Nachfolger wurde sein Sohn, Muhammad Alam.